# 上枝駅
上枝駅（ほずええき）は、岐阜県高山市下切町にある、東海旅客鉄道（JR東海）高山本線の駅である。難読駅名の1つ。駅名は開設当時存在した上枝村に由来する。

## 歴史
- 1934年（昭和9年）10月25日：鉄道省高山本線飛騨小坂駅 - 坂上駅間延伸時に開設[1]。旅客・貨物取扱開始[2]。
- 1971年（昭和46年）2月16日：荷物扱い廃止[3]。無人駅化[1][4]。
- 1982年（昭和57年）3月1日：貨物取扱を高山側線扱に変更。石油発着があり側線で取扱っていた。実際に廃止となったのは1995年。
- 1987年（昭和62年）4月1日：国鉄分割民営化に伴い、東海旅客鉄道（JR東海）の駅となる[2]。

## 駅構造
相対式ホーム2面2線を有する地上駅。古い木造駅舎が線路より1段低い所にある。2番線ホームには待合室は無い。駅舎は離れた所にあり、内部には時刻表やベンチが設置されている他、地元の小学生が作った、機関車模型がある。高山駅管理の無人駅。
改札外に木造の古い公衆トイレがあったが、建物老朽化に伴い、2022年1月限りで使用停止した。暫くの期間は出入口が板によって塞がれた状態で残っていたが、2023年4月には解体され、現在は更地となっている。

### のりば
| 番線 | 路線        | 方向 | 行先           |
| ---- | ----------- | ---- | -------------- |
| 1    | CG 高山本線 | 上り | 高山・下呂方面 |
| 2    | CG 高山本線 | 下り | 富山方面       |

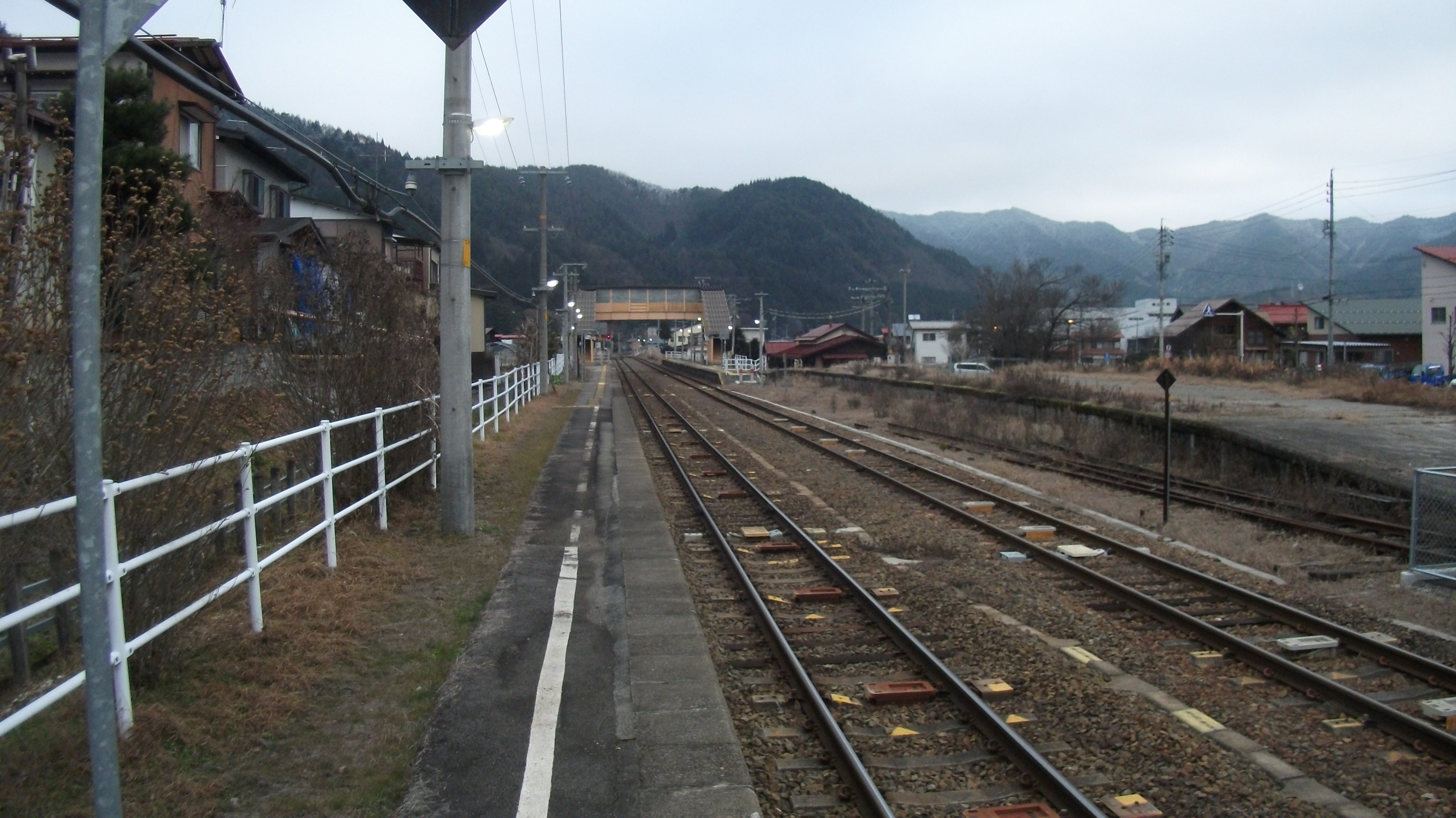
2番ホームから飛騨国府方面を望む（2011年12月）
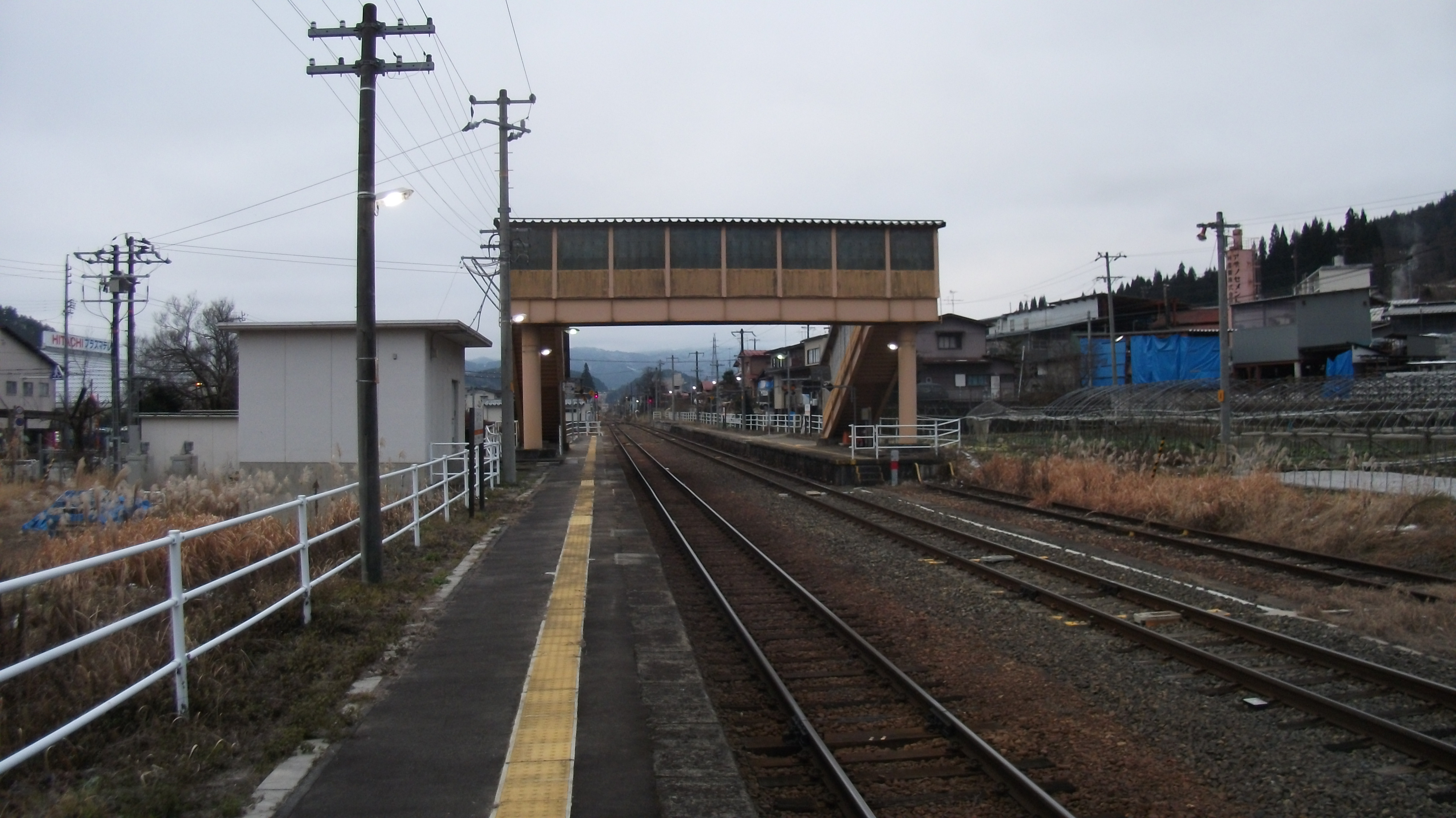
1番ホームから高山方面を望む（2011年12月）
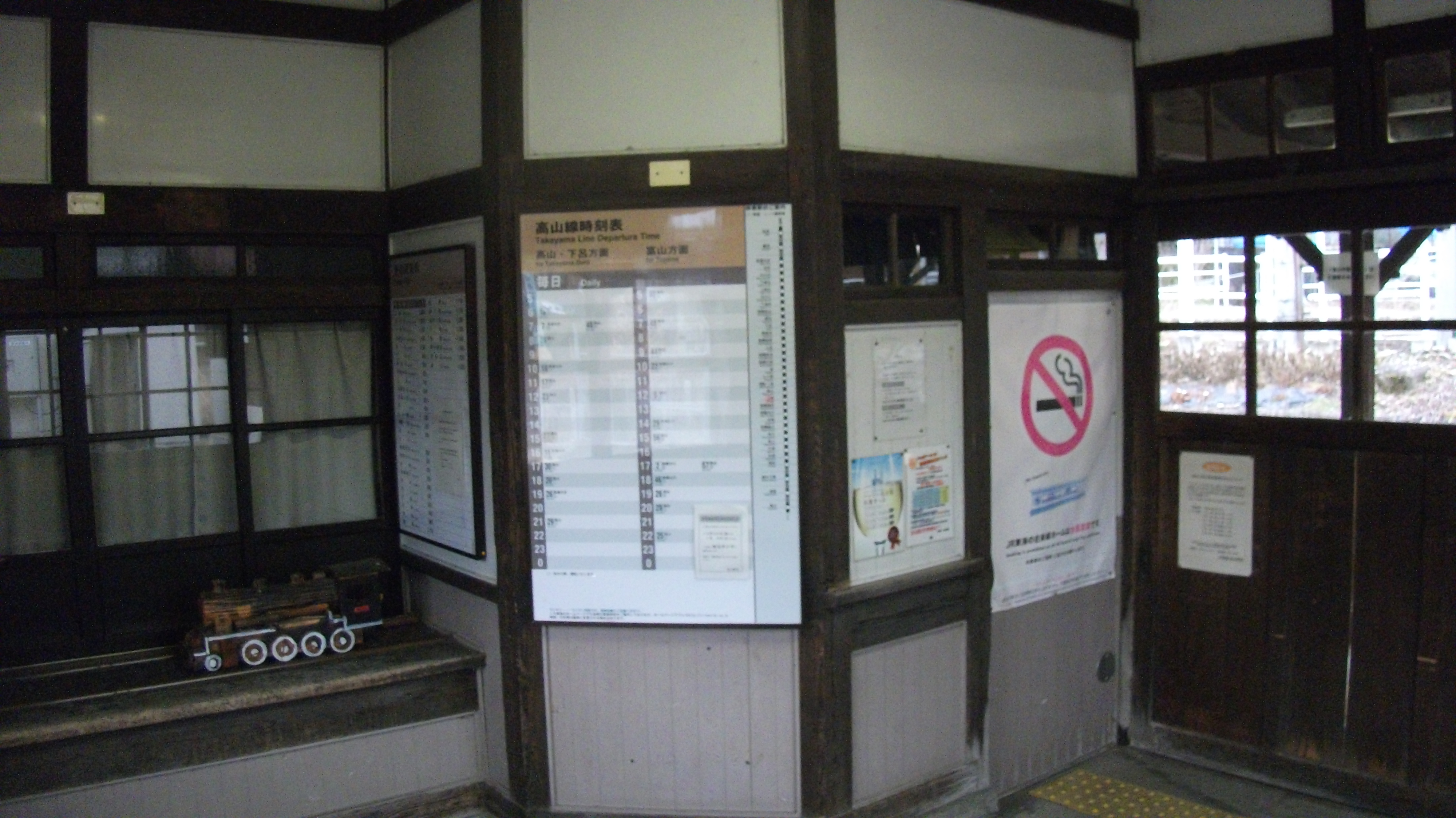
駅舎内（2011年12月）

## 利用状況
2019年度の1日平均乗車人員は14人である。
| 年度   | 1日平均 乗車人員 |
| ------ | ---------------- |
| 2007年 | 23               |
| 2008年 | 22               |
| 2009年 | 18               |
| 2010年 | 12               |
| 2011年 | 14               |
| 2012年 | 19               |
| 2013年 | 19               |
| 2014年 | 12               |
| 2015年 | 12               |
| 2016年 | 11               |
| 2017年 | 15               |
| 2018年 | 15               |
| 2019年 | 14               |

## 駅周辺
周辺は住宅地である。また駅前の道を東に200メートルほど行くと岐阜県道89号高山上宝線に至る。
- 高山上枝駅前郵便局
- 高山警察署上枝警察官駐在所
- 高山西高校
- 温泉 ひだまりの湯
- 高山市立三枝小学校
- 須田病院
- 岐阜県道457号名張上切線
- 宮川
- 宮川第14号橋梁（宮川と国道41号線に架かる橋梁で、書籍では『あじめ橋』と紹介されていて、鉄道写真の名所）
- 高山インターチェンジ
- のらマイカー「上枝駅」停留所：北線

## エピソード
2022年12月5日に発生した詐欺事件では犯人が駅名を「うええだ」駅と読み間違えた。これを不審に感じた鳩タクシー社員が着信番号を控え、岐阜県警高山警察署に連絡した。その後犯人は逮捕されている。

## 隣の駅
東海旅客鉄道（JR東海）
CG 高山本線
高山駅 (CG25) - 上枝駅 - 飛騨国府駅